# Clara Pirckheimer
Clara Pirckheimer, auch Pirkheimer, Birckheimer oder  Birckheimerin (* 1480 in Nürnberg; † 1533 ebenda) war Äbtissin des Klarissenklosters in Nürnberg.
Pirckheimer war die Tochter von Johannes Pirckheimer und Barbara Löffelholz. Ihr Bruder war der Humanist Willibald Pirckheimer, ihre Schwester Caritas war Äbtissin im Nürnberger Klarissenkloster sowie Sabina und Euphemia Äbtissinnen im Kloster Bergen bei Neuburg.
1491 trat sie wie ihre Schwester Barbara, die den Ordensnamen Caritas trug, in das Klarissenkloster in Nürnberg ein.
Als ihre Schwester Caritas 1532 starb, übernahm Clara die Leitung des Klosters als Äbtissin.